# Rosarno
Rosarno este o comună de 14.847 locuitori, în regiunea Calabria, în provincia Reggio Calabria, Italia.

### Populație străină
Naționalitățile (% din populație):
- România 118 (0,79%)
- Ucraina 95 (0,63%)
- Bulgaria 64 (0,43%)
- Maroc 54 (0,36%)

## Demografie
Rosarno - evoluția demografică

|  | Graficele sunt indisponibile din cauza unor probleme tehnice. Mai multe informații se găsesc la Phabricator și la wiki-ul MediaWiki. |

Date: Recensăminte sau birourile de statistică - grafică realizată de Wikipedia

1. ↑  Superficie di Comuni Province e Regioni italiane al 9 ottobre 2011 (în italiană), Istituto Nazionale di Statistica, accesat în 16 martie 2019
2. ↑   https://it-ch.topographic-map.com/map-qmp5tj/Rosarno/?zoom=19&center=38.48784%2C15.98303&popup=38.4879%2C15.98305 Lipsește sau este vid: |title= (ajutor)